# Олексін (Отвоцький повіт)
Олексін (пол. Oleksin) — село в Польщі, у гміні Колбель Отвоцького повіту Мазовецького воєводства.
Населення — 122 особи (2011).
У 1975-1998 роках село належало до Седлецького воєводства.

## Демографія
Демографічна структура станом на 31 березня 2011 року:
|          | Загалом | Допрацездатний вік | Працездатний вік | Постпрацездатний вік |
| -------- | ------- | ------------------ | ---------------- | -------------------- |
| Чоловіки | 63      | 25                 | 34               | 4                    |
| Жінки    | 59      | 14                 | 37               | 8                    |
| Разом    | 122     | 39                 | 71               | 12                   |